# Horisme detersata
Horisme detersata är en fjärilsart som beskrevs av Rudolf Püngeler 1900. Horisme detersata ingår i släktet Horisme och familjen mätare. Inga underarter finns listade i Catalogue of Life.